# Catedral de Cristo Rey (Nha Trang)
La Catedral de Cristo Rey o simplemente Catedral de Nha Trang (en vietnamita: Nhà thờ Núi Nha Trang o Nhà thờ chính tòa Kitô Vua) es la iglesia matriz de la diócesis de Nha Trang en la parte central de Vietnam.
La parroquia fue fundada en 1886 por misioneros franceses. La iglesia actual fue construida en estilo neogótico en 1928 como parroquia, dependiendo del Vicariato Apostólico de Quihnon. Se dedicó en la Pascua de 1930 a Cristo Rey. A continuación, fue atendida por un cura francés famoso en las Misiones Extranjeras de París, Louis Vallet (1869-1945), que está enterrado al lado y dedicó su vida a sus feligreses.
Cuando el vicariato apostólico fue erigido en 1957 y la diócesis en 1960, con Monseñor Paquet, de las misiones extranjeras, como primer obispo, la iglesia fue elegida como la catedral.
La catedral, muy bien situada en la parte elevada de esta ciudad costera, tiene notables vidrieras que representan santos, incluyendo varios franceses, como Santa Juana de Arco, o  San Juan María Vianney, y episodios de la vida de Jesús.

## Véase también

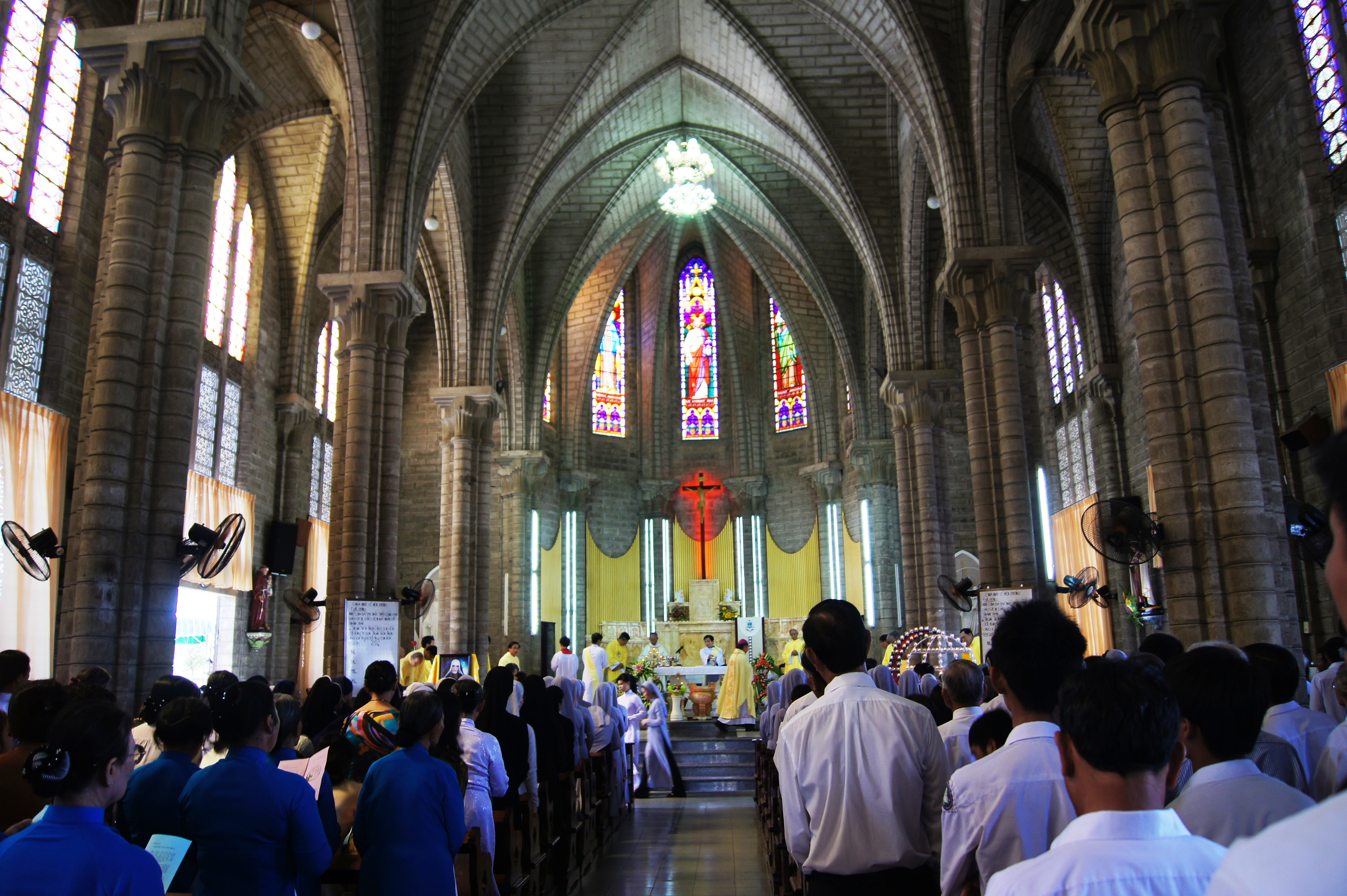
Vista interna